# 加布里埃尔·萨吉西扬
加布里埃爾·愛德華迪·薩爾基相（1983年9月3日—），亚美尼亚国际象棋棋手、特级大师。
萨尔格相曾获得过1996年世界国际象棋14岁组冠军、1998年欧洲国际象棋18岁组冠军。1998年获国际大师称号，2002年晋升为国际象棋特级大师。他是2000年、2003年亚美尼亚国际象棋全国冠军。此外，他还作为亚美尼亚国家队的成员获得过2006年、2008年、2012年国际象棋奥林匹克金牌、2011年世界国际象棋团体锦标赛金牌。

## 外部連結
- 加布里埃尔·萨吉西扬的国际棋联等级分卡
- 加布里埃尔·萨吉西扬－在ChessGames.com的棋手檔案
- Gabriel Sargissian chess games at 365Chess.com
- 加布里埃尔·萨吉西扬 Chess Olympiad record at OlimpBase.org
- 加布里埃尔·萨吉西扬 member profile at the Internet Chess Club
- Biography of Gabriel Sargissian，存档于Archive.today（存檔日期 2008-05-27）